# Bbno$
Алекса́ндр Ле́он Гумучя́н (англ. Alexander Leon Gumuchian, /ɡʊˈmuːtʃiːɛn/; род. 30 июня 1995, Ванкувер), более известный как bbno$ (расшифровывается как «baby no money») — канадский рэп-исполнитель армянского происхождения, певец. Наибольшую известность получил благодаря своим коллаборациям с рэпером Yung Gravy, а также синглу «Lalala», который получил более миллиарда прослушиваний на стриминг-сервисе Spotify.

## Детство и юность
Александр Леон Гумучян родился в Ванкувере в 1995 году. Отец армянин, мать швейцарско-датского происхождения. Он обучался на дому до начала старшей школы. Мать пыталась научить его играть на фортепиано, но у Александра были проблемы с теорией музыки. Сам Гумучян говорит, что у него было хорошее чувство ритма и ему нравилось играть на Джембе, но он не слушал музыку для удовольствия вплоть до 15 лет.

## Музыкальная карьера
Гумучян начал заниматься музыкой после травмы спины, которая помешала ему осуществить свою мечту стать профессиональным пловцом. Он заинтересовался рэпом и продюсированием музыки в 2014 году, когда экспериментировал с GarageBand с группой друзей. Сначала команда сочиняла музыку для удовольствия, позже стали называть себя Broke Boy Gang. После 5-6 месяцев живых выступлений и выпуска нескольких треков в сети группа распалась. В сентябре 2016 Гумучян начал публиковать треки на SoundCloud под псевдонимом «bbnomula», где быстро набрал миллионы прослушиваний и подписчиков.
В 2017 Гумучян выпустил вместе с Yung Gravy свой первый мини-альбом Baby Gravy, незадолго до выпуска своего дебютного студийного альбома Bb Steps, после чего вместе с So Loki выпустил ещё один мини-альбом, Whatever в 2018.
В начале 2019 Гумучян выпустил уже второй свой студийный альбом Recess, идея которого была заимствована из одноимённого шоу от Disney. Множество треков из Recess получило миллионы прослушиваний в Spotify. В этом же году вышел знаменитый сингл «Lalala».
14 февраля 2020 года в сотрудничестве с Yung Gravy был выпущен Baby Gravy 2.
29 января 2021 года вышел Help Herself. Песня, спродюсированная Diamond Pistols, послужила первым синглом из грядущего проекта bbno$.
14 мая 2021 года, вышел мини-альбом из пяти песен под названием My Oh My. Три из пяти песен, Help Herself, Bad to the Bone и Help Herself, были выпущены в качестве синглов до выхода мини-альбома.
24 июля 2021 года вышла edamame с участием Рича Брайана. Эта песня была первым синглом с микстейпа bbno$ Eat Ya Veggies.
Вскоре после выхода edamame bbno$ анонсировал новый альбом в своём Twitter. Также bbno$ выпустил сингл под названием I Remember 22 сентября 2021 года.
8 октября 2021 года bbno$ выпустил Eat Ya Veggies.
21 октября 2022 года bbno$ выпустил bag or die.
10 февраля 2025 года bbno$ выпустил как сингл песню «check».

## Личная жизнь
Гумучян живёт в Ванкувере, ранее в Келоуне, где получил степень в области кинезиологии человека в Университете Британской Колумбии в Оканагане.